# Mahaica-Berbice

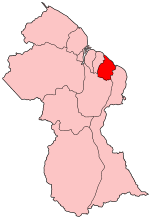
Regionens läge i Guyana.

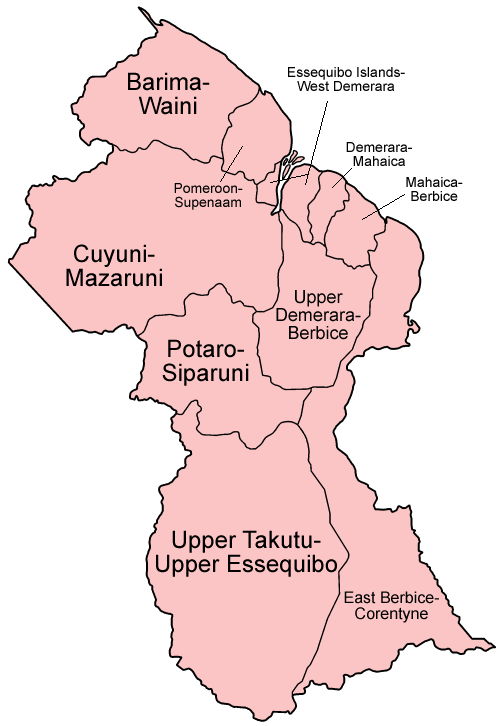
Guyanas 10 regioner.

Regionen Mahaica-Berbice (Region 5 - Mahaica-Berbice) är ett av Guyanas 10 Administrativa regioner.

## Geografi
Mahaica-Berbice har en yta på cirka 4 170 km² med cirka 52 500 invånare. Befolkningstätheten är 13 invånare/km².
Huvudorten är Fort Wellington med cirka 2 300 invånare.

## Förvaltning
Regionen förvaltas av en Regional Democratic Council (Regionala demokratiska rådet) som leds av en Chairman (Ordförande). Regionens ordningsnummer är 5 och ISO 3166-2-koden är "GY-MA".
Mahaica-Berbice är underdelad i 13 Neighbourhood Democratic Councils (distrikt):
Ordinarie:
- Gelderland / No. 3
- Rosignol / Zeelust
- Bel Air / Woodlands
- Woodley Park / Bath
- Naarstigheid / Union
- Tempe / Seefield
- Rising Sun / Profit
- Abary / Mahaicony
- Chance / Hamlet
- Farm / Woodlands

Ej ordinarie:
- West Bank Berbice (river)
- St. Francis Mission
- Övriga områden

Den nuvarande regionindelningen om 10 regioner infördes 1980.